# Australian Open 2016 – mužská čtyřhra legend
Mužská čtyřhra legend na melbournském grandslamu Australian Open 2016 byla hrána v rámci čtyřčlenných skupin Newcomba a Roche.
V základní fázi se páry utkaly systémem „každý s každým“. Vítězná dvojice z každé skupiny postoupila do finále. Soutěž byla hrána na zkrácené sety do čtyř her. Při vyrovnaném stavu gamů 3–3 následoval zkrácený tiebreak do pěti míčů.
Do přímého boje o titul postoupily dva švédské páry. Vítězem se stali Jonas Björkman a Thomas Johansson, kteří ve finále porazili Thomase Enqvista s Magnusem Normanem ve třech setech 4–3, 1–4 a 4–3.

## Herní plán
| Legenda                                                       |                                                                        |                                                   |
| - Q – kvalifikant - WC – divoká karta - LL – šťastný poražený | - Alt – náhradník - SE – zvláštní výjimka - PR/SR – žebříčková ochrana | - w/o – bez boje - r – skreč - d – diskvalifikace |

### Finále
| Finále |                                 |    |   |    |
|        |                                 |    |   |    |
|        |                                 |    |   |    |
|        | Jonas Björkman Thomas Johansson | 45 | 1 | 45 |
|        | Thomas Enqvist Magnus Norman    | 34 | 4 | 3  |

### Skupina Newcomba
|  |                                  | J Björkman T Johansson       | H Leconte M Philippoussis | W Ferreira M Wilander   | W Arthurs M Chang            | Zápasy | Sety | Hry   | Pořadí |
|  | Jonas Björkman Thomas Johansson  |                              | 4–3(5–2), 4–2             | 2–4, 4–2, 4–2           | 3–4(3–5), 4–3(5–2), 4–3(5–4) | 3–0    | 6–2  | 29–23 | 1.     |
|  | Henri Leconte Mark Philippoussis | 3–4(2–5), 2–4                |                           | 4–1, 4–2                | 4–2, 4–1                     | 2–1    | 4–2  | 21–14 | 2.     |
|  | Wayne Ferreira Mats Wilander     | 4–2, 2–4, 2–4                | 1–4, 2–4                  |                         | 4–3(5–3), 2–4, 4–3(5–4)      | 1–2    | 3–5  | 21–28 | 3.     |
|  | Wayne Arthurs Michael Chang      | 4–3(5–3), 3–4(2–5), 3–4(4–5) | 2–4, 1–4                  | 3–4(3–5), 4–2, 3–4(4–5) |                              | 0–3    | 2–6  | 23–29 | 4.     |

Pořadí bylo určeno na základě následujících kritérií: 1) počet vyhraných utkání; 2) počet odehraných utkání; 3) u dvou párů se stejným počtem výher rozhodoval vzájemný zápas; 4) u tří párů se stejným počtem výher rozhodovalo: a) procento vyhraných setů, b) procento vyhraných her; 5) rozhodnutí řídící komise.

### Skupina Roche
|  |                                | P Cash G Ivanišević | T Enqvist M Norman           | M Bahrami G Forget           | Woodbridge Woodforde | Zápasy | Sety | Hry   | Pořadí |
|  | Pat Cash Goran Ivanišević      |                     | 3–4(4–5), 4–1, 2–4           | 4–2, 3–4(4–5), 1–4           | 2–4, 2–4             | 0–3    | 2–6  | 21–27 | 4      |
|  | Thomas Enqvist Magnus Norman   | 4–3(5–4), 1–4, 4–2  |                              | 4–3(5–4), 3–4(3–5), 4–3(5–4) | 1–4, 2–4             | 2–1    | 4–4  | 23–27 | 1      |
|  | Mansour Bahrami Guy Forget     | 2–4, 4–3(5–4), 4–1  | 3–4(4–5), 4–3(5–3), 3–4(4–5) |                              | nehráno              | 1–1    | 3–3  | 20–19 | 3      |
|  | Todd Woodbridge Mark Woodforde | 4–2, 4–2            | 4–1, 4–2                     | nehráno                      |                      | 2–0    | 4–0  | 16–7  | 2      |

Pořadí bylo určeno na základě následujících kritérií: 1) počet vyhraných utkání; 2) počet odehraných utkání; 3) u dvou párů se stejným počtem výher rozhodoval vzájemný zápas; 4) u tří párů se stejným počtem výher rozhodovalo: a) procento vyhraných setů, b) procento vyhraných her; 5) rozhodnutí řídící komise.